# Hofkirchen
Hofkirchen település Németországban, azon belül Bajorországban. Lakosainak száma 3749 fő (2023. december 31.). Hofkirchen Vilshofen an der Donau, Windorf, Eging am See, Iggensbach, Winzer és Künzing községekkel határos.

## Népesség
A település népessége az elmúlt években az alábbi módon változott:
| Lakosok száma | 2861 | 1858 | 3549 | 3562 | 3546 | 3581 | 3653 | 3691 | 3769 | 3749 |
|               | 1970 | 1975 | 2011 | 2012 | 2014 | 2015 | 2017 | 2019 | 2022 | 2023 |